# Ои, Дзисабуро
Дзисабуро Ои (яп. 大井 次三郎 О:и Дзисабуро:, романизация — Jisaburo Ohwi; 18 сентября 1905, Токио — 22 февраля 1977) — японский ботаник.

## Биография
Дзисабуро Ои родился 18 сентября 1905 года. Внёс значительный вклад в ботанику, описав множество видов растений. Дзисабуро Ои умер 22 февраля 1977 года.

## Научная деятельность
Дзисабуро Ои специализировался на папоротниковидных и на семенных растениях.

## Награды и признание
- Премия Асахи (1971)

В честь Дзисабуро Ои названы:
- Ohwia H.Ohashi (1999) (семейство Бобовые)[3]
- Epipactis ohwii Fukuy[англ.]
- Cyperus ohwii Kük.

## Растения, описанные Ohwi
Описал более тысячи наименований растений.
| Фотография | Название                   |
| ---------- | -------------------------- |
|            | Piper katsura (Choisy)Ohwi |

## Публикации
- 1953: Flora of Japan (日本植物誌)[5][6].